# Topomyia hernandoi
Topomyia hernandoi är en tvåvingeart som beskrevs av Francisco E. Baisas och Felcicano 1953. Topomyia hernandoi ingår i släktet Topomyia och familjen stickmyggor.
Artens utbredningsområde är Filippinerna. Inga underarter finns listade i Catalogue of Life.